# Kazarma 369 km
Kazarma 369 km (ros. Казарма 369 км) – wieś (ros. деревня, trb. dieriewnia) w zachodniej Rosji, na osiedlu wiejskim Prigorskoje w rejonie smoleńskim (obwód smoleński).

## Geografia
Miejscowość położona jest 1 km od drogi regionalnej 66N-1822 (Tałaszkino – Sielifonowo), 5,5 km od drogi federalnej R120 (Orzeł – Briańsk – Smoleńsk – Witebsk), 26 km od drogi magistralnej M1 «Białoruś», 7 km od centrum administracyjnego osiedla wiejskiego (Prigorskoje), 18 km od Smoleńska, 0,4 km od przystanku kolejowego 361 km i 2,5 km od stacji kolejowej Tyczinino.

## Demografia
W 2010 r. miejscowość zamieszkiwały 3 osoby.

## Historia
W czasie II wojny światowej od lipca 1941 roku wieś była okupowana przez hitlerowców. Wyzwolenie nastąpiło we wrześniu 1943 roku.